# Vértes Attila (vegyészmérnök)
Vértes Attila (Türje, 1934. október 10. – Budapest, 2011. december 31.) Széchenyi-díjas magyar vegyészmérnök, közgazdász, egyetemi tanár, a Magyar Tudományos Akadémia rendes tagja. Kutatási területe a magkémia és a spektroszkópia egyes alkalmazási kérdései. Testvére Vértes Árpád, aki több választási cikluson keresztül volt Hévíz polgármestere. Egyik fia Vértes Attila énekes, a másik fia Vértes Csaba pedig vegyész doktor.

## Életpályája
1954-ben kezdte meg egyetemi tanulmányait a Budapesti Műszaki Egyetem Vegyészmérnöki karán, ahol 1958-ban szerzett mérnök diplomát. 1958 és 1960 között posztgraduális képzésen vett részt a Marx Károly Közgazdaságtudományi Egyetem külkereskedelem szakán, ahol mérnök-közgazdászi képesítést szerzett.
Mérnöki diplomájának megszerzése után a Medimpex Külkereskedelmi Vállalatnál kapott mérnök-üzletkötői állást, majd 1960-ban az ELTE Természettudományi Kar (ELTE TTK) tanársegéde lett. 1962-ben MTA-aspiránsként a moszkvai Lomonoszov Egyetem radiokémiai tanszékére került. 1965-ben tért haza, ekkor az ELTE Természettudományi Kar fizikai kémiai és radiokémiai tanszékén már adjunktusként dolgozott tovább. 1968-ban egyetemi docensi, 1974-ben egyetemi tanári kinevezést kapott. Az 1983-ban kivált magkémiai tanszék vezetésével bízták meg. 1996-ban a tanszék mellett alakult MTA–ELTE Nukleáris Szerkezetvizsgáló Kutatócsoport vezetője is lett. 2004-ben emeritálták, majd a magkémiai tanszék 2005-ös megszűnése után az analitikai kémiai tanszéken oktat tovább, illetve az egyetem Magkémiai Laboratóriumának munkatársa.
Még moszkvai aspiránsként védte meg 1965-ben a kémiai tudományok kandidátusi, 1973-ban pedig már Magyarországon akadémiai doktori értekezését. Az MTA Radiokémiai Bizottságának, illetve a Sugárvédelmi, Környezetfizikai és Reaktorfizikai Bizottságnak lett tagja. Előbbinek 2005-ig elnöke is volt. 1993-ban megválasztották a Magyar Tudományos Akadémia levelező, 1998-ban rendes tagjává. Később a Könyv- és Folyóirat-kiadó Bizottságba is bekerült.
Számos külföldi intézményben volt vendégprofesszor: Newcastle-i Egyetem (1969), Müncheni Műszaki Egyetem (1970), Lehigh-i Egyetem (1976–1977, 1982, 1986), Tokiói Egyetem (1987) és a mainzi Johannes Gutenberg Egyetem (1991, 1992). Több tudományos szakfolyóirat szerkesztőbizottságába is bekerült: Journal of Radioanalytical and Nuclear Chemistry, Structural Chemistry, Models in Chemistry, illetve a Magyar Kémiai Folyóirat.

## Munkássága
Fő kutatási területei a magkémia és a Mössbauer-, illetve a pozitronannihilációs spektroszkópia egyes alkalmazási kérdései és lehetőségei.
A különböző spektroszkópiai módszerek és vizsgálatok egyik kezdeményezője volt a korróziós kutatásban, az oldatszerkezeti vizsgálatokban, a szupravezetők tanulmányozásában, valamint a fullerénvegyületek szerkezetének meghatározásában.
Több mint ötszáztíz tudományos publikáció, nyolc könyv és hét egyetemi jegyzet szerkesztője, szerzője vagy társszerzője.

## Díjai, elismerései
- Széchenyi-díj (2001)
- Hevesy-érem (2004)

## Főbb publikációi
- Pozitróniumkémia (1973)
- Oldatszerkezeti vizsgálatok Mössbauer-spektroszkópiával (1975)
- Magkémia (társszerző, 1979)
- Mössbauer Spectroscopy (társszerző, 1979)
- Nuclear Chemistry (társszerző, 1987)
- Mössbauer Spectroscopy in Frozen Solutions (társszerk., 1990)
- Pozitronkémia : akadémiai székfoglaló : 1994. március 22. (1994)
- Mössbauer Spectroscopy of Sophisticated Oxides (társszerk., 1997)
- Nulcear Methods in Mineralogy and Geology (társszerk., 1998)
- Handbook of Nuclear Chemistry (főszerk., 2003, 2011)